# Poplar (Wisconsin)
Poplar é uma vila localizada no estado norte-americano de Wisconsin, no Condado de Douglas.

## Demografia
Segundo o censo norte-americano de 2000, a sua população era de 552 habitantes.
Em 2006, foi estimada uma população de 588, um aumento de 36 (6.5%).

## Geografia
De acordo com o United States Census Bureau tem uma área de
30,9 km², dos quais 30,9 km² cobertos por terra e 0,0 km² cobertos por água. Poplar localiza-se a aproximadamente 355 m acima do nível do mar.

## Localidades na vizinhança
O diagrama seguinte representa as localidades num raio de 32 km ao redor de Poplar.